# Brünzow
Brünzow er en by og kommune i det nordøstlige Tyskland, beliggende i Amt Lubmin i den nordvestlige del af Landkreis Vorpommern-Greifswald. Landkreis Vorpommern-Greifswald ligger i delstaten Mecklenburg-Vorpommern.

## Geografi
Kommunen Brünzow er beliggende mellem Greifswald og Wolgast ved Greifswalder Bodden. Byen ligger nord for Bundesstraße B 109 og vest for jernbanen Greifswald–Lubmin. Byen Lubmin med Amtsforvaltningen er beliggende tre kilometer mod nord, og omkring 14 kilometer mod sydvest ligger byen Greifswald.
I kommunen ligger ud over Brünzow, landsbyerne Kräpelin, Stilow, Stilow-Siedlung, Vierow og Klein Ernsthof.

## Eksterne kilder og henvisninger
- Wikimedia Commons har flere filer relateret til Brünzow
- Byens side på amtets websted
- Befolkningsstatistik mm Arkiveret 4. marts 2016 hos  Wayback Machine